# Otto Teplitzky
Otto Teplitzky (* 16. August 1930 in Prag; † 7. Februar 2019 in Köln) war ein deutscher Jurist, Richter am Bundesgerichtshof und seit 1997 Honorarprofessor für Wettbewerbsrecht an der Rheinischen Friedrich-Wilhelms-Universität Bonn.

## Leben
Otto Teplitzky studierte Rechtswissenschaften an der Johann Wolfgang Goethe-Universität Frankfurt am Main und der Philipps-Universität Marburg, wo er 1962 mit einer Arbeit über die Rechtsfigur des Criminal Contempt of court zum Doktor der Rechte promoviert wurde. Er trat am 28. Juli 1958 als Gerichtsassessor im Oberlandesgerichtsbezirk Köln in den Justizdienst des Landes Nordrhein-Westfalen ein. Zum 1. Januar 1961 wurde er zum Landgerichtsrat ernannt und dem Landgericht Aachen zugewiesen. Nach seiner Beförderung zum Oberlandesgerichtsrat war er vom 1. Oktober 1968 an beim Oberlandesgericht Köln tätig. Nach seiner Wahl zum Richter am Bundesgerichtshof wurde er am 12. Juni 1980 dem I. Zivilsenat zugewiesen, dem er bis zu seinem Eintritt in den Ruhestand am 31. August 1995, ab 1. Dezember 1990 als stellvertretender Vorsitzender, angehörte.

## Veröffentlichungen (Auswahl)
- Wettbewerbsrechtliche Ansprüche und Verfahren, zuletzt 10. Aufl. 2011, Köln: Carl Heymanns Verlag (11. Aufl. hrsg. von Klaus Bacher, 2016)
- Großkommentar UWG (Mitherausgeber mit Rainer Jacobs und Walter F. Lindacher), Berlin: de Gruyter, 1991/2006
- Die Regelung der Abmahnung in § 12 Abs. 1 UWG. ihre Reichweite und ihre Folgen, in: Hans-Jürgen Ahrens, Joachim Bornkamm, Hans Peter Kunz-Hallstein (Hrsg.): Festschrift für Eike Ullmann, 2006. Saarbrücken: juris GmbH, S. 999–1012, ISBN 978-3-938756-10-2.

## Ehrung
- Festgabe zum 70. Geburtstag von Prof. Dr. Otto Teplitzky am 16. August 2000. Frankfurt/Main: Deutscher Fachverlag.

## Nachruf
- Klaus Bacher in Mitteilungen der deutschen Patentanwälte 2019, 245 f.